# 91429 Michelebianda
91429 Michelebianda è un asteroide della fascia principale. Scoperto nel 1999, presenta un'orbita caratterizzata da un semiasse maggiore pari a 2,7391423 au e da un'eccentricità di 0,2184228, inclinata di 10,60565° rispetto all'eclittica.
L'asteroide è dedicato al fisico svizzero Michele Bianda.